# Ziegra-Knobelsdorf
Ziegra-Knobelsdorf – dawna gmina w Niemczech, w kraju związkowym Saksonia, w powiecie Mittelsachsen, wchodziła w skład wspólnoty administracyjnej Waldheim. Do 29 lutego 2012 należała do okręgu administracyjnego Chemnitz.

## Dzielnice
W skład gminy wchodziły następujące dzielnice: Forchheim, Gebersbach, Heyda, Kaiserburg, Kleinlimmritz, Knobelsdorf, Limmritz, Meinsberg, Neuhausen, Pischwitz, Rudelsdorf, Schweta, Stockhausen, Töpeln, Wöllsdorf oraz Ziegra.
1 stycznia 2013 gminę rozwiązano, a jej dzielnice Forchheim, Kleinlimmritz, Limmritz, Pischwitz, Schweta, Stockhausen, Töpeln, Wöllsdorf i Ziegra przyłączono do miasta Döbeln. Pozostałe dzielnice, tj.: Gebersbach, Heyda, Kaiserburg, Knobelsdorf, Meinsberg, Neuhausen i Rudelsdorf zostały przyłączone do miasta Waldheim.